# Bandera de Figuerola del Camp
La bandera oficial de Figuerola del Camp té la següent descripció:
Bandera apaïsada, de proporcions dos d'alt per tres de llarg, groga amb una fulla de figuera verda nervada del camp, de proporcions 7/9 parts de l'alt del drap, situada al centre.

## Història
Va ser aprovada el 29 de juliol de 2009 i publicada al DOGC el 17 de setembre del mateix any amb el número 5466. Es va confegir prenent com a base l'escut de la localitat.